# Hasta que la muerte los separe
Hasta que la muerte los separe es una serie de televisión de comedia situacional mexicana producida por Televisa. 

## Argumento
Un matrimonio habita un edificio de apartamentos y llevan una buena amistad con otra pareja. Juntos viven diferentes situaciones.

## Reparto
- Jorge Ortiz de Pinedo como Jorge
- Maribel Fernández como Elisa
- Lupe Vázquez como Emma
- Polo Ortín como Beto
- Jorge Arvizu como Goyo
- Lorena Herrera como Lorena "Lorenita"
- Lina Santos
- Thelma Tixou

## Premios
| Año  | Categoría           | Nominado (a)      | Resultado |
| ---- | ------------------- | ----------------- | --------- |
| 1994 | Mejor actriz cómica | Maribel Fernández | Nominada  |